# Pisica neagră (povestire)
„Pisica neagră” (în engleză The Black Cat) este o povestire a scriitorului american Edgar Allan Poe. Ea a fost publicată în ediția din 19 august 1843 a ziarului The Saturday Evening Post. Aceasta este un studiu al psihologiei vinovăției, asociat de multe ori în analiză cu povestirea „Inima care-și spune taina” a lui Poe. În ambele povestiri, un criminal își ascunde cu grijă crima și se crede inatacabil, dar în cele din urmă eșuează și se dă singur de gol, împins de o amintire sâcâitoare a vinovăției sale.

## Rezumat
Povestirea este prezentată ca o narațiune la persoana întâi, cu ajutorul unui narator care nu-i demn de încredere. El este un om condamnat de la bun început în povestire. Naratorul afirmă că a iubit animalele de la o vârstă fragedă. El și soția lui au multe animale de companie: păsărele, iepurași, un peștișor auriu, un câine și o pisică mare și în întregime neagră. Naratorul dăduse acestei pisici numele de Pluto. La început, această pisică este deosebit de atașată de narator și viceversa. Prietenia lor reciprocă a durat mai mulți ani, până când naratorul a devenit alcoolic. Într-o noapte, când a venit acasă beat, el a crezut că pisica îl evită. Când a încercat să o ia în brațe, pisica speriată l-a mușcat pe narator de mână, iar acesta, într-un acces de furie, a prins animalul, a scos briceagul și i-a scos un ochi din orbită.
Din acel moment, pisica fugea înspăimântată la apropierea stăpânului. La început, naratorul are remușcări și regretă cruzimea săvârșită. „Cu vremea însă, supărarea s-a schimbat în mânie nestăpânită. Și-atunci, ca să mă pierd cu totul și fără nădejde de revenire, mă-nvălui sfidarea rece a PERVERSITĂȚII.” Într-o dimineață, el a dus pisica în grădină și a spânzurat-o de un copac, unde aceasta a murit. În acea noapte, casa lui a luat foc în mod misterios, forțându-l pe narator, pe soția sa și pe un slujitor să fugă.
A doua zi, naratorul se întoarce la ruinele casei sale, pentru a găsi imprimată pe singurul perete care rămăsese în picioare figura unei pisici gigantice, care avea o funie legată de gât.
La început, această imagine îl îngrozește pe narator, dar, treptat, el găsește o explicație logică (potrivit căreia cineva de afară a aruncat pisica moartă în dormitor pentru a-l trezi în timpul incendiului) și începe să-i fie dor de Pluto. După o perioadă de timp, el găsește o pisică asemănătoare într-o tavernă. Aceasta este de aceeași mărime și culoare ca și Pluto, și-i lipsea chiar și un ochi. Singura diferență este o pată mare și albă aflată pe pieptul animalului. Naratorul ia pisica acasă, dar curând începe să o urască și chiar să se teamă de ea. După un timp, spre groaza naratorului, pata albă de blană începe să ia forma unei spânzurători.
Apoi, într-o zi când naratorul și soția sa se aflau în pivnița noii lor case, pisica se plimba printre picioarele stăpânului, făcându-l să se împiedice de ea și aproape să cadă pe scări. Într-un gest de furie, omul apucă un topor și încearcă să omoare pisica, dar este oprit de soția sa. Înfuriat, el își trage mână din strânsoarea soției și o ucide cu toporul. Pentru a ascunde cadavrul, bărbatul a scos cărămizi dintr-o ieșitură în perete, a pus acolo trupul soției și a astupat gaura. Atunci când polițiștii au venit să investigheze dispariția, ei nu au găsit nimic și naratorul urma să fie liber. Pisica, pe care intenționa să o omoare, dispăruse și ea.
În ultima zi a anchetei, naratorul îi însoțește pe polițiști în pivniță. Ei nu găsesc încă nimic. Apoi, complet încrezător în propria sa siguranță, naratorul comentează pe tema rezistenței clădirii și lovește cu bastonul chiar în peretele în care zidise cadavrul soției sale. Un sunet jalnic s-a auzit atunci în pivniță. După ce și-au revenit din încremenire, polițiștii au dărâmat zidul și au găsit cadavrul soției lui, iar pe capul ei, spre groaza naratorului, era pisica neagră care scosese sunetul strident. Se pare că naratorul zidise și pisica în spatele acelui perete.

## Istoricul publicării
„Pisica neagră” a fost publicată prima dată în numărul din 19 august 1843 al revistei bilunare The Saturday Evening Post. În acel timp, publicația folosea titlul temporar United States Saturday Post. Cititorii au răspuns imediat în mod favorabil față de publicarea povestirii, răspândind parodii printre care „The Ghost of the Grey Tadpole” de Thomas Dunn English. Ea a fost inclusă, de asemenea, în volumul Tales (1845) al lui Edgar Allan Poe.
Prima traducere în limba română a fost publicată sub titlul „Cotoiul negru” în ziarul Romînul, anul XXXIII, 1889, 9 decembrie, p. 1250; 12 decembrie, pp. 1261-1262. Povestirea a fost tradusă apoi sub titlul „Pisica neagră” de „Șt. P.” (cel mai probabil Ștefan Petică; inclusă în volumul Scrisoarea furată, Ruina casei Usher, Pisica neagră, Portretul oval și alte povestiri extraordinare, editat în 1897 de Institutul de Editură Ralian și Ignat Samitca din Craiova) și de Mihu Dragomir și Constantin Vonghizas (publicată în vol. Scrieri alese, editat în 1969 de Editura pentru Literatură Universală din București, fiind reeditată și de alte edituri). Alte traduceri mai noi au fost realizate de Ioana Ionașek (publicată în volumul Masca Morții Roșii și alte povestiri, editat în 2008 de Editura Tritonic din București), de Liviu Cotrău (publicată în volumul Misterul lui Marie Rogêt și alte povestiri, editat în 2005 de Editura Polirom din Iași și reeditat de mai multe ori) și de Gabriel Mălăescu (publicată în volumul Prăbușirea casei Usher, editat în 2013 de Editura MondoRo din București).

## Analiză
Ca și naratorul din povestirea „Inima care-și spune taina” a lui Poe, naratorul din „Pisica neagră” are o sănătate mentală discutabilă. La începutul povestirii, naratorul spune ca ar fi „într-adevăr nebun” dacă s-ar aștepta ca un cititor să creadă povestea, ceea ce înseamnă că el a fost deja acuzat de nebunie.
Măsura în care naratorul pretinde că ar fi iubit animalele sugerează instabilitatea mentală în forma de a avea „prea mult dintr-un lucru bun”. Dragostea sa pentru animale substituie „prietenia meschină și atașamentul schimbător al Omului”. Deoarece soția naratorului îi împărtășește dragostea față de animale, el ar putea crede că ea este un alt animal de companie. În plus, eșecul său de a înțelege dragostea lui excesivă față de animale anunță incapacitatea sa de a-și explica motivele acțiunilor sale.
Una dintre povestirile cele mai întunecate ale lui Poe, „Pisica neagră” include denunțarea puternică a alcoolului. Acțiunile perverse ale naratorului sunt cauzate de alcoolism, o „boală” și un „demon” care-i distruge și personalitatea. Folosirea pisicii negre evocă diverse superstiții, inclusiv ideea exprimată de către soția naratorului că pisicile negre ar fi vrăjitoare deghizate. Poe deținea o pisică neagră. În lucrarea sa „Instinct vs Reason -- A Black Cat” el a afirmat: Autorul acestui articol este proprietarul uneia dintre cele mai remarcabile pisici negre din lume - și aceasta spune mult; căci se va reaminti că toate pisicile negre sunt vrăjitoare. În mitologia scoțiană și irlandeză, Cat Sìth este descrisă ca fiind o pisică neagră cu o pată albă pe piept, nu diferită de pisica pe care naratorul o găsește în tavernă. Pisica din poveste este numită Pluto după zeul roman al Lumii Subpământene.
- Sosia – vezi și „William Wilson”
- Vinovăția – vezi și „Inima care-și spune taina”

Deși Pluto este un personaj neutru la începutul povestirii, el devine antagonic în ochii naratorului după ce acesta din urmă devine alcoolic. Alcoolul îl împinge pe narator la accese de mânie nestăpânită și violență, până la punctul în care tot ceea ce-l supără - pisica Pluto, în special, care este întotdeauna de partea lui - devine în ochii lui un vrăjitor malefic, care-l bântuie chiar dacă îi evită în același timp prezența. Când naratorul îi scoate ochiul lui Pluto din orbită, acest lucru poate fi văzut ca un simbol al orbirii sale parțiale autoprovocate față de propria viziune a bunătății morale.
Focul care distruge casa naratorului simbolizează „dezintegrarea morală aproape completă” a naratorului. Singura rămășiță este imprimarea lui Pluto pe un perete, ceea ce reprezintă păcatul de neiertat și incorigibil al criminalului.
Din punctul de vedere al unui orator, un sistem eficient de omisiune pe care îl folosește Poe este diazeugma, folosind mai multe verbe pentru un singur subiect; el omite pronumele. Diazeugma subliniază acțiunile și face narațiunea rapidă și scurtă.

## Adaptări
În anii 1910-1911, artistul futurist Gino Severini a pictat „Pisica neagră” cu referire directă la povestirea lui Poe.
Universal Pictures a realizat două filme intitulate The Black Cat, unul în 1934, cu Bela Lugosi și Boris Karloff, și altul în 1941, cu Lugosi și Basil Rathbone. Ambele filme au pretins că au fost „sugerate de” povestirea lui Poe, dar nu au nicio asemănare cu povestirea în afară de prezența unei pisici negre. Elemente din povestirea lui Poe au fost folosite, însă, în filmul Maniac (1934).
„Pisica neagră” a fost adaptată într-o bandă desenată de 7 pagini în Yellowjack Comics #1 (1944). O dramatizare radiofonică a povestirii a fost difuzată la 18 septembrie 1947 în cadrul seriei Mystery in the Air Radio Program cu Peter Lorre ca protagonist al părții „Pisica neagră”. În această versiune nu este ochiul pisicii, în schimb îi este tăiată o ureche.
Segmentul de mijloc al filmului de antologie Povești de groază (1962) al regizorului Roger Corman combină povestirea „Pisica neagră” cu o altă povestire a lui Poe, „Balerca de Amontillado”. În această versiune joacă Peter Lorre ca personajul principal (căruia i s-a dat numele Montresor Herringbone) și Vincent Price ca Fortunato Luchresi.
Filmul The Black Cat (1981) al scenaristului/regizorului Lucio Fulci este vag inspirat din povestirea lui Poe. Filmul italiano-american Due occhi diabolici (1990) prezintă două povestiri ale lui Poe, „Faptele în cazul domnului Valdemar” și „Pisica neagră”. Prima povestire a fost scrisă și regizată de George A. Romero, în timp ce a doua povestire a fost scrisă și regizată de Dario Argento. În această versiune, rolul principal a fost interpretat de Harvey Keitel.
„The Black Cat” este episodul 11 al celui de-al doilea sezon al serialului de televiziune Masters of Horror. Intriga din episod urmează firul acțiunii din povestire într-un mod semiautobiografic, cu Poe-însuși trecând printr-o serie de evenimente care implică o pisică neagră pe care le-a folosit pentru a scrie povestirea cu același nume.
În 1970, scriitorul ceh Ludvík Vaculík a făcut multe referiri la „O pogorâre în Maelström”, ca și la „Pisica neagră”, în romanul său The Guinea Pigs.
O compilație a operei lui Poe a fost lansată în 1997 pe un dublu CD intitulat Closed on Account of Rabies, cu diverse celebrități interpretând vocile din povestiri. „Pisica neagră” a fost citită de interpreta avangardistă Diamanda Galás.
„Pisica neagră” a fost adaptată și interpretată alături de „Balerca de Amontillado” ca Poe, Times Two: Twin tales of mystery, murder...and mortar — un dublu proiect de piesă scurtă într-un singur act scris și interpretat de Greg Oliver Bodine. El a fost produs inițial de Manhattan Theatre Source din New York în 2007, de WorkShop Theater Company în 2011 și de Cape May Stage în Cape May, NJ, pe parcursul sezonului 2012.
În episodul din 19 ianuarie 2007 , Pisica neagră (The Black Cat), al serialului Masters of Horror, Edgar Allan Poe, care are o lipsă acută de inspirație și ajunge lefter, este chinuit de pisica neagră a soției sale care fie îi va distruge viața fie îl va inspira să scrie una dintre cele mai faimoase povestiri ale sale.
În 2011, Hyper Aware Theater Company a produs „Pisica neagră”, una dintre mai multele adaptări scenice după Poe scrise de Lance Tait, ca parte a „Gutterdrunk: The Poe Revisions” din New York City.